# スティルポン

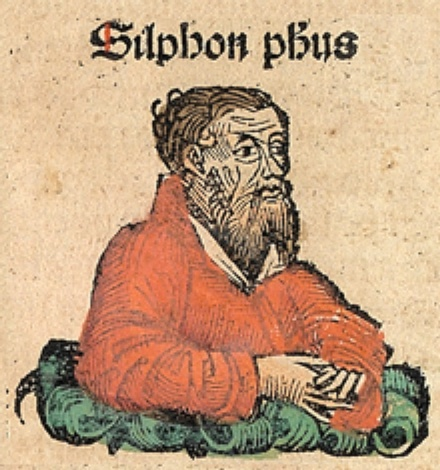
『ニュルンベルク年代記』に描かれたスティルポン

スティルポン（スティルポーン、古希: Στίλπων (Stilpōn), 英: Stilpo、紀元前360年ごろ - 紀元前280年ごろ）は、古代ギリシア・ヘレニズム期のメガラ派の哲学者。詭弁や論争術を得意としメガラ派の最盛期を築いた。特にプラトンのイデア論を否定したことや、受講生にストア派のゼノンや懐疑論者のピュロンがいたことで知られる。

## 人物
ディオゲネス・ラエルティオス『ギリシア哲学者列伝』第2巻で、メガラ派の祖エウクレイデスの学統に連なる人物として語られる。またキュニコス派のディオゲネスの受講生でもあったという。
メガラ出身。議論の案出や詭弁を得意とし、絶大な人気を得た。その人気は、アテナイを訪れた際、市民が仕事を投げ出して殺到するほどであり、また全ギリシアの哲学者がメガラ派に転向するほどだったという。
受講生に、ストア派のゼノン、懐疑論者のピュロン、プレイウスのティモン、エレトリア派のメネデモス、キュニコス派のクラテス、ヘタイラ（高級娼婦）のニカレテがいた。また逍遙学派のテオプラストスやキュレネ派のアリストテレスから門人を奪ったともいう。
好敵手に、メガラ派のディオドロス・クロノスがいた。プトレマイオス1世の宮廷でディオドロスと問答競技をした際は圧勝し、彼が「老いぼれ」を意味する「クロノス」の名で呼ばれるきっかけを作った。このこともあり、プトレマイオス1世に寵愛されたが、適度に距離を置いて隷属しなかった。またキュニコス派のメトロクレスも好敵手であり、交流が伝わる。
代表的な逸話として、デメトリオスとの逸話が伝わる。デメトリオスがメガラを占領した際、スティルポンの家を特別に保護し、また掠奪された財産があれば返そうと申し出た。これに対しスティルポンは、知識という財産は奪われていないので問題ないと答え、妻子を失ったにもかかわらず毅然としていた。この逸話は『ギリシア哲学者列伝』以外にもプルタルコス『対比列伝』やセネカ『倫理書簡集』を通じて伝わるが、「知識」でなく「徳」とするなどの異同がある。18世紀末ドイツの作家クリンガーは、この逸話をもとに戯曲『Stilpo und seine Kinder』を書いた。
その他の逸話として、既婚者でありながら上記のニカレテと同棲していた、ヘタイラのグリュケラに対し若者を堕落させていると非難したら「お前も詭弁で堕落させている」と逆にやりこめられた、身持ちの悪い娘がおり、「彼女はお前にとって不名誉だろう」と侮辱された際「私が彼女にとって名誉であるほどではない」と毅然と答えた、本性は大酒飲みで女好きだったが節制によりその片鱗を見せなかった、高齢になると死を早めるためぶどう酒を一気飲みして死んだ、などの逸話が伝わる。

## 著作・学説
著作は現存せず、断片的な学説が伝わる。『スーダ』によれば20篇余りの対話篇があった。『ギリシア哲学者列伝』には、冷淡な文体と評される9篇の題名が伝わる。
「人間」や「野菜」を例にとった論法でイデア論を否定した。また「馬」と「走る」を例にとった論法で、同一性言明以外の命題は全て誤りと主張した。これと似た主張は、キュニコス派のアンティステネスやソフィスト全般にも帰されるが、影響関係は不明である。これらはヘーゲル『哲学史講義』で注目された。
無神論者であり、同じく無神論者だったキュレネ派のテオドロスや、キュニコス派のクラテスとの交流が伝わる。
メガラ派としては珍しく倫理学も扱い、アパテイアや友人不要論を支持した。
その他、懐疑主義的立場から感覚を斥けた、国外追放されても善は損なわれないと論じた、などの断片的記述が伝わる。